# 체꽃
체꽃(Scabiosa tschiliensis f. pinnata)은 한국 특산종으로 중부 이북지방의 산지에서 야생하는 여러해살이풀이다. 높이는 60-90cm이다. 줄기는 곧추서고 마주나서 가지가 갈라진다. 잎은 마주나기하고 깃털모양으로 깊게 갈라졌으며 큰 잎은 길이 9cm, 나비 3cm이다. 잎조각은 바소꼴이나 거꿀다걀꼴이며 끝이 뭉뚝하다. 꽃은 8월에 하늘색으로 피며 두상화는 긴 꽃자루 끝에 달리고, 그 아래에 바늘모양의 녹색 총포가 있다. 둘레의 꽃은 엷은 자색이고 꽃부리는 5갈래이다. 속꽃은 꽃부리가 4갈래로 갈라졌고 약간 흰빛이 난다. 꽃마다 작은 총포에 둘러싸였으며 4개의 수술과 1개의 암술이 있다. 열매는 수과(瘦果)이며 긴타원형이고, 꽃이 진 뒤의 꽃받침은 잔모양이며 가시털이 뾰족하다. 솔체꽃에 비해 잎은 긴꼴로 가늘게 갈라졌다.